# Gyaca
Gyaca lub Jiacha (tyb. རྒྱ་ཚ་རྫོང, Wylie: rgya tsha rdzong, ZWPY: Gyaca Zong; chiń. upr. 加查县; pinyin Jiāchá Xiàn) – powiat w południowej części Tybetańskiego Regionu Autonomicznego, w prefekturze Shannan. W 1999 roku powiat liczył 17 695 mieszkańców.